# 1º Reggimento fanteria "San Giusto"
Il 1º Reggimento fanteria "San Giusto" è stata un'unità militare dell'Esercito Italiano costituita nell'ambito delle milizie del Ducato di Savoia nel 1624 e sciolta solo nel 2008.

## 1624-1943: tre secoli di storia
Il 1º Reggimento "San Giusto" è stato il più antico dei reggimenti dell'Esercito Italiano, risalendo le sue origini al 1624 quando venne costituito quale Reggimento "Fleury", formato con truppe francesi dal marchese Trivier de Fleury al servizio di Carlo Emanuele I di Savoia. Nel 1625 partecipò alla guerra contro la Francia e nel 1625-1626 fu impiegato nei combattimenti in Valtellina.

### Guerra di successione di Mantova e del Monferrato
All'epoca i reggimenti prendevano il nome del loro comandante e nel 1631, quando a Fleury successe Francesco di Mesmeis signore di Marolles, l'unità mutò nome in Reggimento “Marolles” e nello stesso anno prese parte alla guerra franco-piemontese.
Nel 1628-1631 prese parte alle campagne nella guerra di successione di Mantova. Nel 1635 combatté a Candia Lomellina e Luserna. Nel 1640 assunse la denominazione di Reggimento francese "di sua altezza reale". Nel 1659 prese parte alla guerra austro-spagnola con il nome di Reggimento "De Challes" su 10 compagnie di savoiardi. Nell'ambito delle riforme militari del duca Carlo Emanuele II, che riordinò l'esercito ducale basandolo su reggimenti nazionali, l'unità venne ridenominata Reggimento "di Savoia di sua altezza reale", diventando il secondo reggimento per anzianità dopo il Reggimento Guardie. Quale segno di onore e distinzione il Reggimento portava al collo una fettuccia di colore rosso, colore predominante dello stemma di Casa Savoia: per tale motivo il reggimento è anche noto come “Cravattes Rouges” (cravatte rosse).

### La guerra della "Grande Alleanza"
Nella prima metà del XVIII secolo l'Europa fu scossa da un susseguirsi di conflitti e il reggimento partecipò a vari fatti d'arme e prese parte alle battaglie della guerra della Lega di Augusta (1690-97), combattendo nella battaglia di Staffarda nella quale l'Esercito sabaudo fu sconfitto dai francesi comandati dal generale Catinat.

### La guerra di successione spagnola

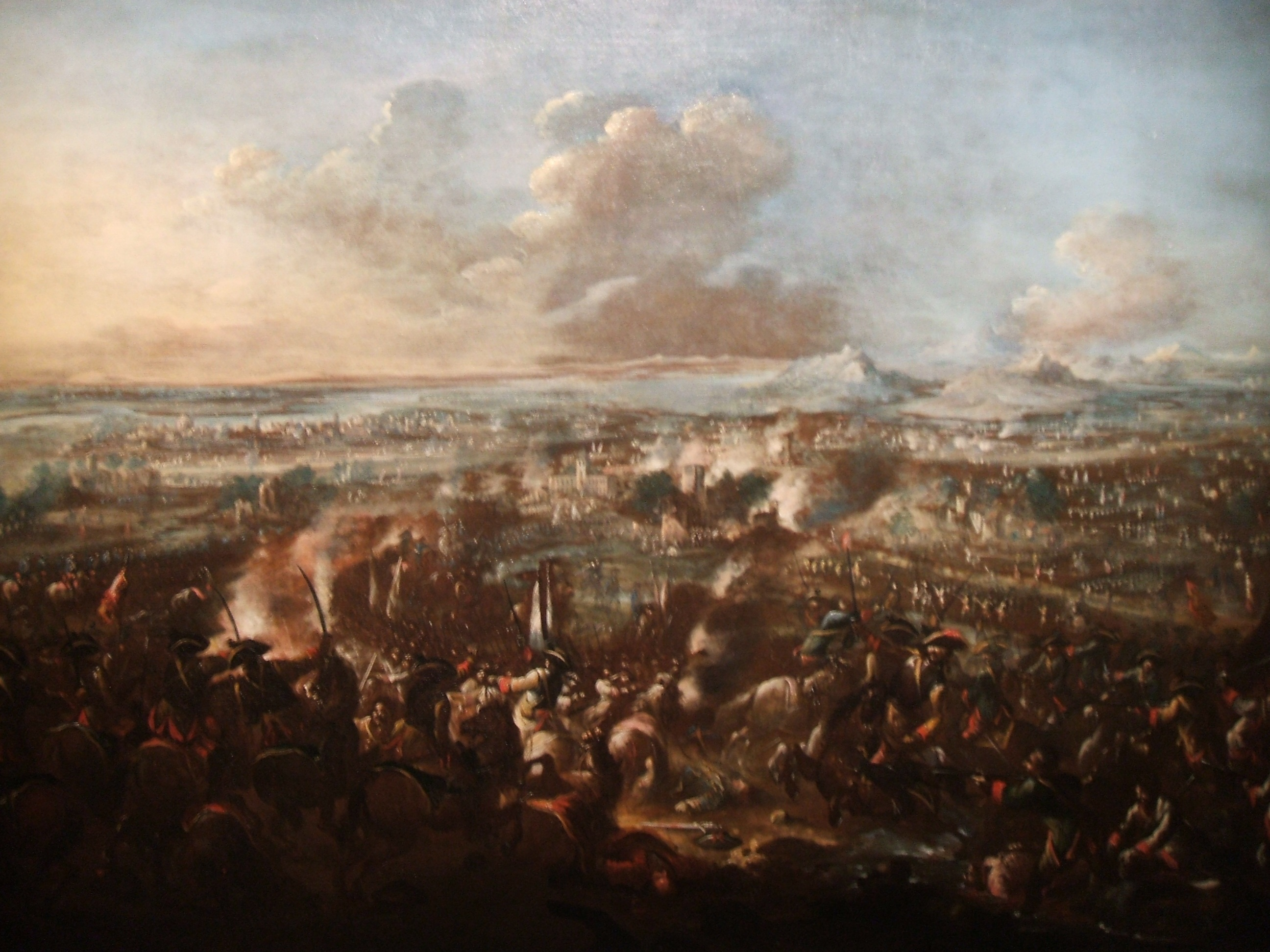
Battaglia di Torino, 1706

Tra il 1703 ed il 1713 il reggimento partecipò agli scontri della guerra di successione spagnola (1701-1713) contro i francesi.
Il Reggimento combatté in varie battaglie tra cui la battaglia di Luzzara che ebbe luogo il 15 agosto 1702.
Nel 1704 il Reggimento si batté durante l'assedio di Vercelli da parte dell'esercito del duca di Vendome.
Nel 1706 il reggimento partecipò alla battaglia di Torino contro i soldati franco-spagnoli. I reggimenti che vi presero parte, in ordine di anzianità, furono i seguenti: Guardie, Savoia, Aosta, Monferrato, Piemonte, Croce Bianca, Saluzzo, Chablais, Fucilieri, Nizza, Cortanze, Trinità e Maffei.
Alla fine della guerra, i Savoia, con il trattato di Utrecht, si videro restituito il contado di Nizza e ricevettero la Sicilia, e con essa il titolo di re per Vittorio Amedeo II di Savoia ed i suoi successori, oltre a tutta l'alta valle di Susa, Pinerolo e parti del territorio milanese.
Nel 1713 re Vittorio Amedeo II nel suo viaggio in Sicilia per prendere possesso dei nuovi territori siciliani, venne seguito dal II battaglione del reggimento a cui si aggiunsero poi anche gli altri. Nel 1719 il reggimento combatté a Messina contro gli spagnoli.
Nel 1720 re Vittorio Amedeo II, con il trattato dell'Aia (20 febbraio 1720), ottenne l'isola di Sardegna con il titolo di re di Sardegna in cambio della Sicilia e il Reggimento al completo tornò ad avere sede in Piemonte.

### La guerra di successione polacca
Nel 1733-1735 il reggimento partecipò alle campagne d'armi della guerra di successione polacca al fianco dei francesi a cui il Regno di Sardegna si era alleato contro l'Austria.

### La guerra di successione austriaca
Nel 1742-1748 il Reggimento prese parte alle campagne d'armi della guerra di successione austriaca.
Nel 1798 il Reggimento venne sciolto e, con elementi dei Reggimenti di Aosta e di Lombardia, confluì nella 1ª Mezza brigata di linea, sciolta nel 1799.
Nel 1800 venne ricostituito quale Reggimento "Savoia" e partecipò assiduamente alle campagne contro la Francia, per essere poi sciolto dopo la battaglia di Marengo.
Nel 1814, con la restaurazione del Regno di Sardegna, il reggimento venne ricostituito. L'anno successivo diventò Brigata "Savoia". Nel 1831 la Brigata si strutturò su due reggimenti “gemelli”, il 1º e 2º Fanteria, dei quali il 1° è l'erede e prosecutore dell'antico reggimento.

## Nel Risorgimento

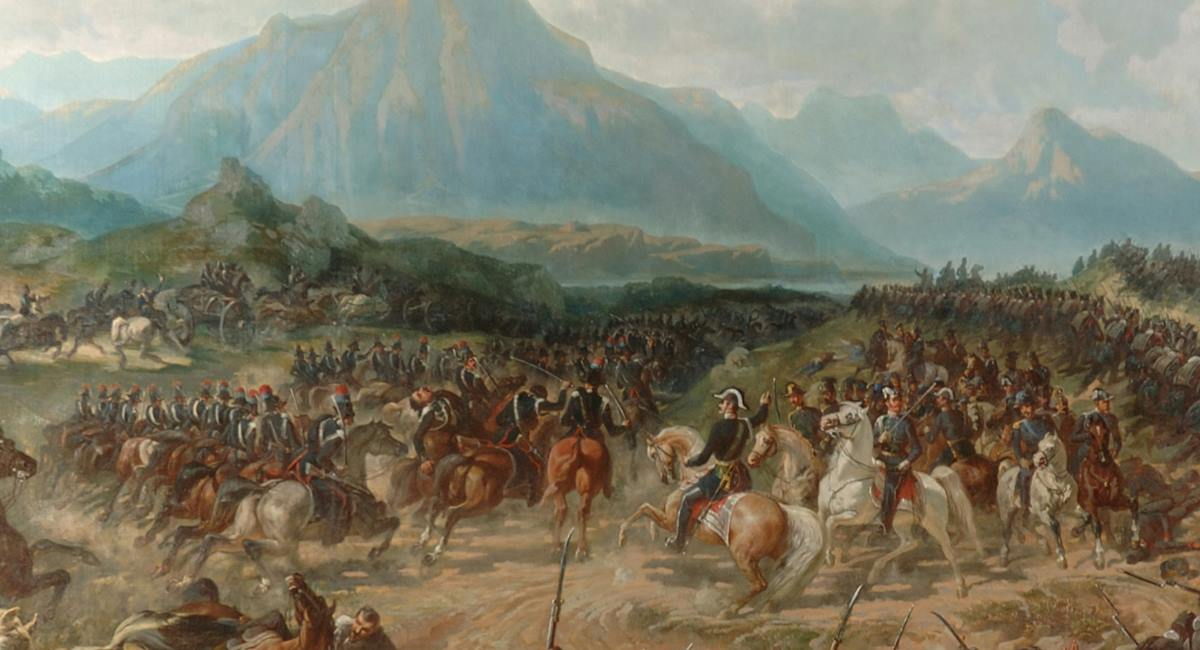
La battaglia di Pastrengo in un dipinto dell'epoca

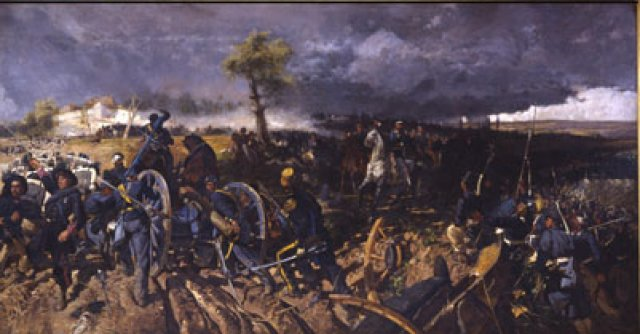
La battaglia di San Martino in un dipinto dell'epoca di Michele Cammarano

Nel 1848 partecipò alla Prima guerra d’Indipendenza, meritandosi sul campo una medaglia d'argento al valor militare per le operazioni in Lombardia. Nel 1855-56 partecipò alla Guerra di Crimea contro la Russia inquadrato nella 3ª Divisione di Riserva.
Nel 1859 partecipò alla Seconda guerra d’Indipendenza, distinguendosi particolarmente nella battaglia di Madonna della Scoperta dove si guadagnò una medaglia di bronzo al valor militare. Il capitano garibaldino Giulio Adamoli così descrive l'azione della Brigata "Savoia":
Brava brigata Savoia! Quel giorno essa pugnò l'ultima volta per il suo re, per la sua dinastia a fianco de' suoi vecchi commilitoni del Piemonte; come l'ultima volta, in quella campagna, essa intuonò al bivacco italiano il ritornello della sua lieta canzone:

Oh belle brigade,

La brigade Savole!

Peccato!»
(Giulio Adamoli, Da S. Martino a Mentana - Ricordi di un volontario garibaldino, Fratelli Treves Editori, Milano, 1911, pag.39)
Nel 1860, in seguito alla cessione della Savoia alla Francia, mutò denominazione in 1º Reggimento fanteria (Brigata "Re"). Nel biennio 1860-61 partecipò alla campagna di repressione del brigantaggio nell'Italia centro-meridionale. Nel 1866 partecipò alla Terza guerra d’Indipendenza.

## 1º Reggimento fanteria "Re"
Nel 1871 assunse la denominazione di 1º Reggimento fanteria "Re". Durante la prima Campagna d’Eritrea (1887-88) il I Battaglione del reggimento partecipò al combattimento di Dogali, mentre in occasione della seconda Campagna d’Eritrea (1895-96) il reggimento concorse con proprio personale alla formazione dei reparti mobilitati. Anche durante la Guerra di Libia del 1911 il reggimento contribuì alla mobilitazione di vari reparti con aliquote di propri uomini.
Nel periodo 1890-1892 il reggimento fu comandato dall'allora colonnello Vittorio Emanuele di Savoia, Principe di Napoli, futuro Re d'Italia.

## Le guerre mondiali

### La Grande guerra (1915-1918)
All'entrata in guerra dell'Italia nel primo conflitto mondiale il 1º Reggimento fanteria "Re" si trovò insieme alla brigata di appartenenza nei pressi di Manzano-Dolegnano, occupando nella giornata del 24 maggio 1915, senza incontrare resistenza, le alture di Monte Quarin; la sera del 29 maggio reparti del 1º fanteria "Re" fecero il loro ingresso in Cormons. Il 9 giugno la brigata "Re" iniziò una lotta accanita e violenta contro le forti posizioni del Podgora, baluardo della testa di ponte austro-ungarica a difesa di Gorizia, che sarebbe durata, intervallata da brevi pause, tutto il 1915. Tra il giugno e il dicembre 1915 il reggimento prese parte alle prime quattro battaglie dell'Isonzo.
Durante la Grande guerra del 1915-1918 fu schierato dapprima nella Venezia Giulia, poi sul Monte Grappa. Nel corso del conflitto prese parte ai combattimenti di Oslavia, Podgora, Peuma, San Marco di Gorizia, Monte Tomba, Monfenera, Conca di Alano e Vittorio Veneto, meritando per i fatti d'arme di San Marco e di Alano di Piave una medaglia d'argento al valor militare.
Il Reggimento, di stanza a Cividale del Friuli, con l'applicazione della legge 11 marzo 1926 sull'ordinamento del Regio Esercito, che prevedeva l'articolazione della formazione delle Brigate su tre reggimenti venne inquadrato unitamente al 2º Reggimento tanteria "Re" ed al 55º Reggimento artiglieria "Marche" nella XIII Brigata di fanteria, poi 13ª Divisione fanteria "del Monte Nero", corrispondente alla divisione territoriale di Udine; nella occasione viene articolato su tre battaglioni. In occasione della Campagna d’Etiopia del 1935-36 concorse con proprio personale alla formazione dei reparti mobilitati con 12 ufficiali, 13 sottufficiali e 306 soldati.

### Seconda guerra mondiale (1940-1943)
Con la formazione delle divisioni binarie nel 1939, insieme al gemello 2º fanteria "Re" e al 23º artiglieria, confluì nella 13ª Divisione fanteria "Re" (ex “Monte Nero”). Il 10 giugno 1940. giorno dell'entrata in guerra dell'Italia nel secondo conflitto mondiale. il Reggimento, schierato verso la frontiera orientale, aveva la seguente struttura organica: comando e compagnia comando, tre battaglioni fucilieri, compagnia mortai da 81, batteria armi di accompagnamento da 65/17.
Durante la seconda guerra mondiale il reggimento operò in Jugoslavia, prima alle dipendenze del Gruppo d'armate Ovest e poi del Comando Superiore FF.AA. Albania, con compiti prevalentemente di presidio e di controguerriglia, divenendo per i partigiani croati le temutissime "cravatte rosse".
Nel 1943 fece rientro in territorio metropolitano, alle dipendenze del Comando Difesa territoriale di Bologna, prendendo parte alla proclamazione dell'armistizio dell'8 settembre alla difesa di Roma; in seguito alle vicende che seguirono l'armistizio il Comando di reggimento, il Deposito e il II Battaglione vennero sciolti, così come accadde dopo qualche giorno al I e al III Battaglione, che erano stati schierati a difesa di Roma.

## Dal dopoguerra ai giorni nostri

### 1975-1991: a difesa di Trieste

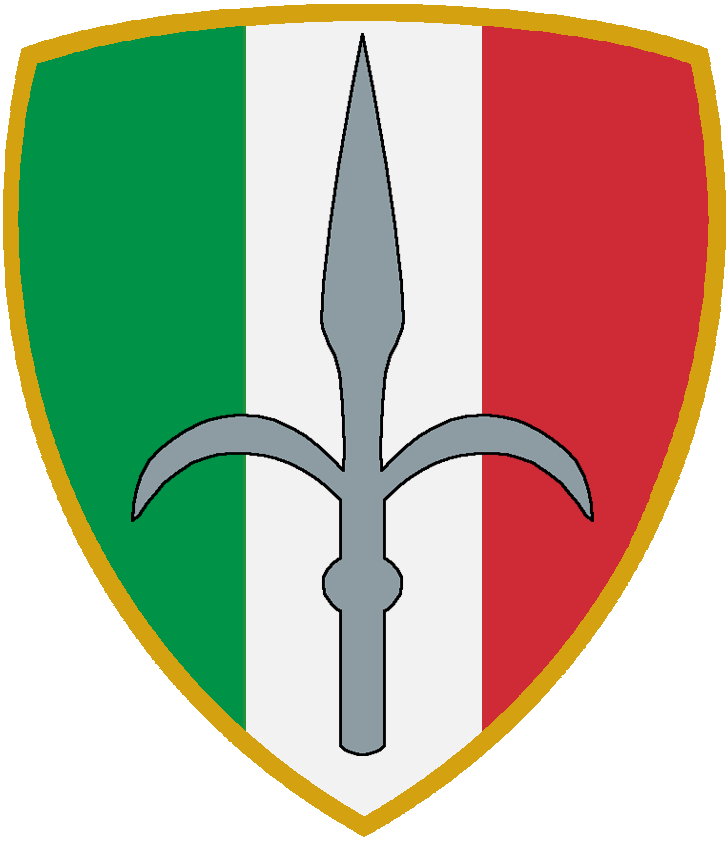
Stemma del Comando Truppe Trieste

Nell'ottobre 1975, per trasformazione del I Battaglione del disciolto 151º Reggimento Fanteria “Sassari”, si costituì a Trieste presso la Caserma “Vittorio Emanuele III” il 1º Battaglione Fanteria motorizzato “San Giusto”, erede della Bandiera di Guerra, delle glorie e delle tradizioni del 1º Reggimento Fanteria “Re”. In regime repubblicano, non potendosi intitolare un reparto ad un sovrano del passato, fu scelto il nome di San Giusto in omaggio al patrono della città di Trieste, sede del battaglione.
Il neo costituito “San Giusto” era inquadrato nel Comando Truppe Trieste, assieme a altri due battaglioni motorizzati (43° “Forlì” e 255° “Veneto”, tenuti però a livello quadro), un gruppo di artiglieria (14° “Murge”), un plotone genio, un plotone trasmissioni e un plotone sussistenza. Il Comando Truppe Trieste in caso di conflitto avrebbe dovuto difendere la città di Trieste e la sua provincia fino alle foci del Timavo, nonché svolgere azione di ritardo e logoramento in modo da rallentare quanto più possibile l'avanzata delle forze del Patto di Varsavia.
Il “San Giusto” aveva la struttura standard del battaglione di fanteria, ossia una Compagnia Comando e Servizi, tre Compagnie Fucilieri e una Compagnia Mortai; a queste si aggiungeva però la Compagnia Fanteria “Truppe Trieste”, che svolgeva compiti di CAR in favore di tutte le unità del Comando Truppe Trieste.
Un'altra particolarità del “San Giusto” era il reclutamento regionale del personale (come negli Alpini e nei Lagunari): i militari di leva del battaglione erano infatti triestini, monfalconesi e veneti, integrati da lombardi e emiliani. Gli incarichi principali erano affidati in genere ai triestini e monfalconesi, in quanto meglio conoscevano il territorio di operazione. Il reclutamento regionale garantiva inoltre un rapido afflusso dei richiamati in caso di mobilitazione, così da facilitare l'attivazione dei due battaglioni quadro (43° “Forlì” e 255° “Veneto”) le cui armi ed equipaggiamenti erano custoditi presso la caserma del “San Giusto”.
Il “San Giusto” aveva anche la particolarità di essere l'unico battaglione motorizzato del 5º Corpo d'Armata poiché nel probabile scenario d'impiego, ossia il terreno carsico, pietroso e accidentato, soltanto le fanterie leggere sarebbero riuscite a muoversi agevolmente, mentre le unità corazzate o meccanizzate si sarebbero trovate limitate e costrette a percorsi obbligati e strade prevedibili. Dall'agosto 1981 diventò battaglione meccanizzato avendo trasformato già dal 1980 una compagnia da motorizzata a meccanizzata con M113 e la compagnia mortai in compagnia mortai meccanizzata com M106.
Trattandosi di un reparto di prima schiera, in tempo di pace l'attività addestrativa era molto intensa e l'operatività sempre elevata. Oltre ai normali addestramenti sul Carso e ai campi estivi e invernali, il battaglione era spesso interessato da esercitazioni di allarme, durante le quali veniva dispiegato sulle zone di previsto impiego. Un'altra attività molto frequente erano le pattuglie armate lungo il confine con la Jugoslavia, note anche come VACO (vigilanza armata confine orientale). L'addestramento prevedeva anche il combattimento in centri abitati, a tale scopo il “San Giusto” disponeva di un'area addestrativa presso la Caserma “Slataper” di Muggia, base logistica del Comando Truppe Trieste.
Nel 1986 il Comando Truppe Trieste fu sciolto ed il “San Giusto” passò alle dipendenze della Brigata corazzata "Vittorio Veneto", grande unità schierata nell'altopiano carsico con compiti prevalentemente di presa di contatto con il nemico, azione di frenaggio e rallentamento: in caso di invasione del Patto di Varsavia avrebbe dovuto condurre una lotta ad oltranza fino all'estremo sacrificio in modo da rallentare la penetrazione nemica, permettendo così alle truppe schierate in Friuli di organizzarsi opportunamente. In tale ottica i compiti del “San Giusto” rimasero grosso modo invariati.

### 1991-2008: Centro Addestramento Reclute
Nel 1991, venuta meno la minaccia del Patto di Varsavia, fu sciolta la Brigata meccanizzata “Vittorio Veneto” ed il “San Giusto”, da unità operativa, divenne un Centro Addestramento Reclute (CAR): assunse pertanto la denominazione di 1º Battaglione “San Giusto” e passò alle dipendenze della Regione Militare “Nord Est”.
Nel 1992 diventò 1º Reggimento “San Giusto”, assumendo la seguente struttura ordinativa:
- Comando e uffici del comando
- Compagnia comando e servizi "Fleury"
- Battaglione addestramento reclute
  - 1ª Compagnia "Puma"
  - 2ª Compagnia "Falchi"
  - 3ª Compagnia "Draghi"
  - 4ª Compagnia "Vampiri"

Successivamente il reggimento passò dapprima alle dipendenze del 1º Comando Forze di Difesa, quindi nel 2003 alle dipendenze dell'Ispettorato per il Reclutamento e le Forze di Completamento.
Il reggimento, oltre al compito di “mostrare bandiera” sul confine orientale, era deputato all'addestramento di base delle reclute di leva, che durava circa un mese. Le reclute, nei primi giorni di afflusso al “San Giusto”, venivano assegnate a una squadra agli ordini di un caporale istruttore, venivano quindi sottoposte all'incorporo, a visita medica e a una serie di colloqui. Nei primi giorni veniva anche effettuata la vestizione e una serie di vaccinazioni. Nei giorni successivi gran parte delle attività si concentrava sull'addestramento formale, dapprima a livello di singolo (attenti, riposo, salutare, presentarsi, ecc.) quindi a livello di reparto (movimenti in ordine chiuso). La disciplina era rigorosa durante tutto il periodo di addestramento, così come la cura dell'uniforme e della persona.
Dal punto di vista operativo l'addestramento prevedeva l'uso delle armi individuali, in particolare dei fucili d'assalto Garand M1, FAL Beretta BM 59 e Beretta AR 70/90: dopo le lezioni teoriche ed il maneggio delle armi, veniva effettuata un'esercitazione di tiro sul Carso, dove ogni recluta sparava dieci colpi stando in piedi, dieci colpi distesa a terra e lanciava una bomba a mano.
Gli ultimi giorni di addestramento erano dedicati alla preparazione del giuramento, cerimonia che segnava la conclusione del periodo addestrativo e che avveniva mensilmente all'interno della Caserma “Vittorio Emanuele” e, in genere una volta all'anno in forma solenne in Piazza Unità d'Italia a Trieste.
Dopo il giuramento le reclute, divenute soldati, permanevano al “San Giusto” per qualche giorno in attesa del trasferimento al corpo, dove trascorrevano i restanti mesi di ferma. I reparti alimentati dal “San Giusto” coincidevano grosso modo con quelli di stanza a Nord Est, in prevalenza enti territoriali e logistici o unità di supporto (le unità operative del decennio del 1990 provvedevano direttamente all'addestramento delle proprie reclute, che passavano al “San Giusto” solo per la vestizione). Dal 2004, in seguito allo scioglimento del Battaglione alpini “Edolo”, che curava l'addestramento delle reclute alpine, il “San Giusto” provvedeva ad addestrare anche le reclute di leva destinate alle Truppe Alpine.
Nel 2005, in seguito alla sospensione del servizio militare di leva, il “San Giusto” passò alle dipendenze del Raggruppamento Unità Addestrative assumendo le caratteristiche di RAV (Reggimento Addestramento Volontari). L'attività svolta rimase sempre quella di addestramento, ma rivolta ora alla formazione di base dei Volontari in Ferma Prefissata di 1 anno (VFP1). Nel 2007, nel quadro di una riduzione del numero dei RAV, venne annunciata la soppressione del “San Giusto”.
Nel corso dell'anno terminò l'afflusso dei volontari al reggimento e furono anemizzate le Compagnie addestrative: il “San Giusto” rimase in vita ancora qualche mese, di fatto ridotto a “minuto mantenimento”.
Il 31 marzo 2008 il reggimento venne ufficialmente sciolto e con la consegna della Bandiera di Guerra al sacrario dell'Altare della Patria a Roma si conclusero 384 anni di storia delle “Cravatte Rosse”.

## Denominazioni e sedi
Riepilogo delle denominazioni assunte dal Reggimento nel corso della sua storia:
- 1624-1631: Reggimento "Fleury!
- 1631-1640: Reggimento "Marolles"
- 1640-1664: Reggimento francese "di Sua Altezza Reale"
- 1664-1800: Reggimento "di Savoia di Sua Altezza Reale"
- 1814-1815: Reggimento "di Savoia"
- 1815-1831: Brigata "Savoia"
- 1831-1839: 1º Reggimento (Brigata "Savoia")
- 1839-1860: 1º Reggimento fanteria (Brigata "Savoia")
- 1860-1871: 1º Reggimento fanteria (Brigata "Re")
- 1871-1943: 1º Reggimento fanteria "Re"
- 1975-1991: 1º Battaglione fanteria motorizzato "San Giusto"
- 1991-1992: 1º Battaglione "San Giusto" B.A.R.
- 1992-2008: 1º Reggimento "San Giusto" R.A.R.

Riepilogo delle sedi del Reggimento:
- 186?-186?: Genova
- 186?-186?: Napoli
- 186?-1871: sedi varie
- 1871-187?: Alessandria
- 187?-187?: Potenza
- 187?-187?: Nocera Inferiore (SA)
- 187?-187?: Padova
- 18??-1881: Catanzaro
- 1881-1886: Firenze
- 1887-18??: Gaeta (LT)
- 18??-18??: Napoli
- 18??-18??: Fossano (CN)
- 18??-18??: Ravenna
- 1911-1919: Conegliano (TV)
- 1924-1926: Gradisca d'Isonzo
- 1926-1936: Sacile
- 1936-1943: Cividale del Friui
- 1975-2008: Trieste - Caserma "Vittorio Emanuele III"

## Stemma araldico
Si compone (come ogni altro stemma di ente o reparto militare) di uno scudo sannitico con una serie di ornamenti esteriori.
Lo scudo sannitico, che sintetizza la storia del reggimento, è così blasonato:
Partito: il primo inquartato: a) e d) di rosso alla croce d'argento (di Savoia moderno); b) e c) d'oro all'aquila bicipite coronata di nero (per Savoia antico); il secondo, di rosso all'alabarda [corsesca] di San Sergio d'argento in palo (di Trieste).
In particolare la prima metà richiama il vecchio stemma reggimentale, in uso fino al 1943, e riprende gli stemmi di "Savoia antica" (aquila) e di "Savoia moderna" (croce argento su campo rosso) e testimonia il legame tradizionale con Casa Savoia.
La seconda metà raffigura lo stemma della Città di Trieste (alabarda su campo rosso) a testimonianza del legame territoriale col capoluogo giuliano, dove il "San Giusto" ha avuto sede nel dopoguerra.
Tra gli ornamenti esteriori dello scudo compare la corona turrita, presente su tutti gli stemmi araldici dell'Esercito; i nastri rappresentativi delle decorazioni concesse al reggimento: due medaglie d'argento e una di bronzo al valor militare; in basso compare la decorazione di Cavaliere dell'Ordine Militare d'Italia, di cui pure è decorato il reggimento.
Infine, su una lista d'oro svolazzante compare il motto del reggimento: Fedele Sempre.

## Insegne e simboli
- Il Reggimento indossa il fregio della Fanteria (composto da due fucili incrociati sormontati da una bomba con una fiamma dritta). Al centro nel tondino è riportato il numero "1"
- Mostreggiature: le mostrine sono rettangolari nere con due filetti verticali rossi; derivano dai risvolti e dalle guarniture (mostre) che ornavano le antiche uniformi sabaude, i cui colori cambiavano da reggimento a reggimento. Alla base della mostrina si trova la stella argentata a 5 punte bordata di nero, simbolo delle forze armate italiane.

## Caratteristiche dell'uniforme
Le uniformi erano quelle standard in uso presso l'Esercito Italiano, sulle quali venivano portati alcuni distintivi e attributi propri del reggimento:
- cravatta rossa: per antica tradizione il reggimento portava la cravatta di colore rosso anziché quella standard di colore kaki
- distintivo metallico: in metallo verniciato su pendente in cuoio, riproduce lo stemma araldico del reggimento
- scudetto omerale: portato alla manica sinistra, identificava la grande unità in cui il reggimento era inquadrato. Nel corso del tempo il "San Giusto" ha portato i seguenti scudetti: 
  - 1976-1986: Comando Truppe Trieste (alabarda su fondo tricolore)
  - 1986-1991: Brigata "Vittorio Veneto" (cavaliere alla carica su fondo arancione)
  - 1991-2005: nessuno scudetto (il reggimento dipendeva direttamente da alti comandi sprovvisti di scudetto omerale)
  - dal 2005 allo scioglimento: Scuola Sottufficiali (fiamme rosse su fondo blu, il tutto bordato di giallo)
- foulard: utilizzato nei primi anni del decennio 1990 con l'uniforme mimetica, riproduceva i colori delle mostrine (nero con due filetti rossi) e recava al centro l'alabarda bianca simbolo di Trieste; in seguito non fu più utilizzato e sostituito talvolta dalla sciarpa a rete.

NB: le reclute, non essendo effettive presso il reggimento, portavano il fregio della fanteria senza alcun numero, la normale cravatta kaki e non portavano le mostrine reggimentali ma le sole stellette né portavano il distintivo metallico.
Nei primi anni del decennio 1990 era in vita a Pordenone il 2º Battaglione "Pordenone" (erede del 2º Reggimento fanteria "Re"), gemello del "San Giusto", che portava le stesse mostreggiature nonché la storica cravatta rossa.

## Onorificenze

### Alla bandiera di guerra
La Bandiera di Guerra del Reggimento è decorata con le seguenti ricompense:
Nel 2004 al Reggimento è stata conferita la Cittadinanza Onoraria della Città di Trieste, in occasione del 50º anniversario del ritorno all'Italia del capoluogo giuliano.

### Decorati
- Ugo Bartolomei, sottotenente — Conca di Alano, 24 – 31 ottobre 1918

## Curiosità
- Nel telefilm "Classe di ferro", i protagonisti svolgono il mese di CAR proprio presso il "San Giusto": nella prima puntata della serie infatti appare la scena di un giuramento solenne in Piazza Unità d'Italia a Trieste; nella scena successiva le reclute tornano nella caserma, facilmente riconoscibile come la "Vittorio Emanuele" di via Rossetti (si nota benissimo la targa del 1º Btg. F. "San Giusto")
- Una leggenda di caserma diffusa tra la truppa era che il "San Giusto" fosse un reparto punitivo, in particolare per gli ufficiali.
- Un'ulteriore leggenda di caserma diffusa tra le truppe era che al di sotto della piazza d'armi del "San Giusto" ci fosse un enorme bunker/autorimessa nella quale fossero stati nascosti carri armati pronti all'uso in caso di invasione da parte del patto di Varsavia, e che tale bunker sotterraneo avesse gallerie in grado di condurre le truppe direttamente al di la del confine di stato italiano.